# Première guerre du Congo
Batailles
- Attaque de Lemera
- Prise de Kisangani
- Prise de Lubumbashi
- Bataille de Kenge
- Prise de Kinshasa

La première guerre du Congo, aussi appelée guerre de libération, est un conflit intervenu de fin 1996 à 1997, au terme duquel le président zaïrois Mobutu Sese Seko est chassé du pouvoir par l'Alliance des Forces démocratiques pour la Libération du Zaïre (AFDL), soutenus par des États étrangers, notamment le Rwanda et l'Ouganda. Le chef rebelle Laurent-Désiré Kabila devient président et change le nom du pays en république démocratique du Congo. La guerre se traduit par le début des massacres pour la population et pose les jalons de la deuxième guerre du Congo qui s'ensuit rapidement.

## Origines

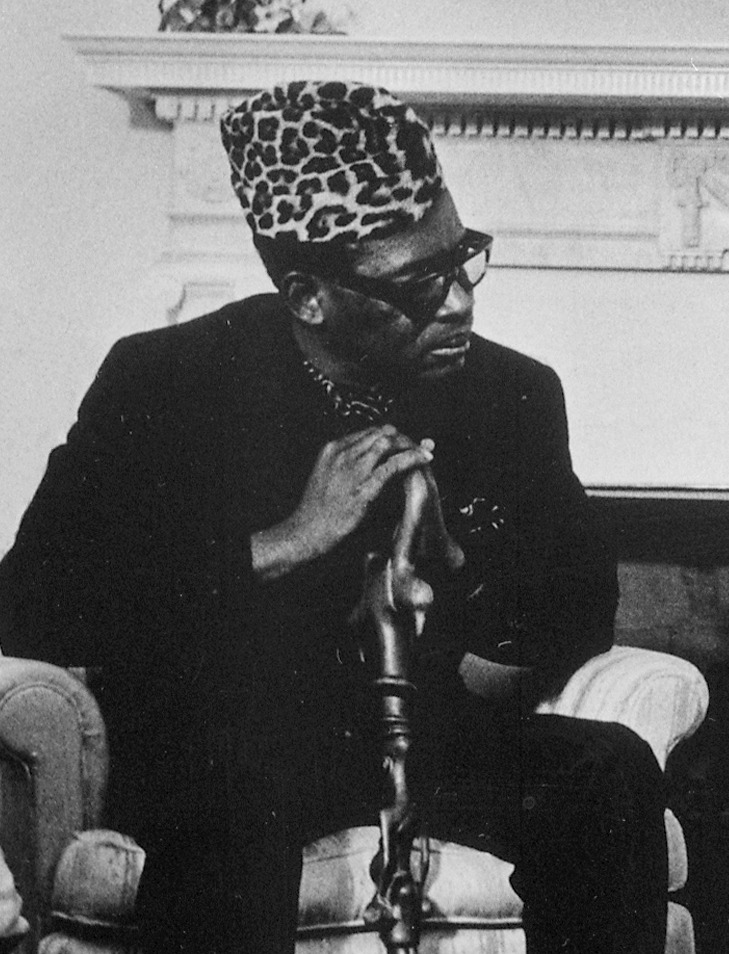
Le maréchal Mobutu, président du Zaïre jusqu'en 1997.

### Situation politique zaïroise
Mobutu Sese Seko dirige le Zaïre à partir de 1965 bénéficiant du soutien des États-Unis, qui le perçoivent comme un rempart contre les leaders communistes ou nationalistes, tel que Patrice Lumumba, assassiné en 1961.
Dans les années 1990, une vague de démocratisation se propage en Afrique, influencée par des événements majeurs tels que le discours de La Baule, la perestroïka et la chute du mur de Berlin. Ces changements géopolitiques exercent des pressions tant internes qu’externes pour une démocratisation accrue au Zaïre. En réponse à ces pressions, Mobutu s'engage à mettre en place des réformes. Cependant, malgré l’abolition en 1991 du régime du parti unique en place depuis 1967, il montre peu d'enthousiasme à mettre en œuvre les réformes promises. Cette réticence lui aliène de nombreux alliés traditionnels, tant au Zaïre qu’à l’étranger.
Une longue tradition de révolte contre le pouvoir de Mobutu s’établit au fil des années. L’opposition se compose principalement d’hommes de gauche, se réclamant de l'héritage de Patrice Lumumba, ainsi que de personnalités issues de diverses minorités ethniques et régionales, s’opposant à la domination de Kinshasa sur le reste du pays. Parmi ces opposants se trouve Laurent-Désiré Kabila, originaire du Katanga, une province traditionnellement en opposition au gouvernement de Mobutu, et se réclamant de l’héritage lumumbiste.

### Relations entre le Zaïre et le Rwanda
Le génocide des Tutsi au Rwanda déclenche l'exode d'environ 2 millions de réfugiés rwandais, principalement Hutus, après que le Front patriotique rwandais s'est emparé du pouvoir en juillet 1994. Parmi les réfugiés se trouvent notamment des membres des milices dont celle des Interahamwe, impliquée dans le génocide. Au printemps 1996, les miliciens hutu Interahamwe réfugiés au Zaïre chassent de la région des milliers de Banyamulenge, nom d'une ethnie d'origine rwandaise vivant au Zaïre mais désignant en fait toute personne assimilée aux Tutsi. Les exilés rwandais souhaitent lancer des raids sur le Rwanda. L'armée patriotique rwandaise (APR) souhaite se débarrasser de cette menace et rapatrier de force les réfugiés Hutu.

## Déroulement de la guerre
La première guerre du Congo, qui éclate le 24 octobre 1996, a d'abord été connue sous diverses désignations, en fonction de la perspective sous laquelle les événements étaient appréhendés : soulèvement des Banyamulenge, guerre de Libération ou offensive de l'AFDL. 

### Conquête du Kivu
À partir du début de 1996, des infiltrations des soldats de l'APR sont signalées dans la région, tandis que des milices Banyamulenge se constituent contre les Hutu rwandais et le pouvoir zaïrois. Dans ce contexte de tensions croissantes, le vice-gouverneur de la province du Sud-Kivu ordonne le 8 octobre 1996 aux Banyamulenge de quitter le Zaïre sous peine de mort. Deux jours plus tôt, des Banyamulenge soutenus par l'APR avaient attaqué la ville de Lemera et massacré les blessés de l'hôpital de la ville. Le 14 octobre, une importante colonne rwando-Banyamulenge pénètre au Zaïre en passant par le Burundi, cherchant à envahir le Sud-Kivu. Le 18 octobre est fondée l'Alliance des Forces démocratiques pour la Libération du Zaïre (AFDL), par un accord entre Déogratias Bugera (sv), André Kisase Ngandu (en), Anselme Masasu Nindanga et Laurent-Désiré Kabila. Ce dernier est nommé porte-parole de l'Alliance.
Le 25 octobre, la ville d'Uvira, chef-lieu de la chefferie-collectivité du peuple Bavira, est prise, puis Bukavu, capitale du Sud-Kivu, tombe le 29 octobre.

### Offensive vers le centre du Zaïre

La situation début janvier 1997. L'est du Zaïre est contrôlé par l'AFDL. Les FAZ préparent une contre-offensive depuis Kisangani et Kindu.

Le président Mobutu sous-estime Kabila et considère que ce dernier va se contenter de piller les ressources minières de l'est zaïrois. Souffrant d'un cancer de la prostate qui l'épuise et l'oblige à aller régulièrement dans les hôpitaux français ou suisses, le « maréchal du Zaïre » ne peut gérer les opérations militaires. Il fait appel à Mahele Lieko Bokungu, un des rares généraux compétents de l'armée zaïroise, et le nomme chef d'état-major en décembre 1996. Il recrute également trente mercenaires francophones, puis une centaine de serbes de Bosnie, la légion blanche. Malgré ces efforts, la troisième ville du Congo, Kisangani, est prise par les rebelles le 15 mars 1997.
La progression des forces rebelles a été facilitée par le délabrement des infrastructures, rendant l'armée de Mobutu pratiquement incapable de se déplacer : les routes n'existent plus, les avions manquent de carburant, les hélicoptères de combat achetés à grands frais ne sont pas dotés de cartes du pays, etc. Au contraire, l’armée rebelle, moins équipée et plus motivée, était moins handicapée par cette situation. En outre, le régime s'était déconsidéré auprès d'une grande partie de la population en raison de sa corruption et de sa brutalité ; beaucoup de soldats attendaient eux aussi le changement et ne se souciaient plus guère de défendre un régime discrédité qui omettait de leur verser leur solde.

### Prise du Shaba

La situation début avril 1997. Les FAZ viennent alors de perdre Kamina (31 mars 1997), l'AFDL va bientôt conquérir tout le Shaba et le Kasaï oriental.

L'alliance s'empare de Mbujimayi, capitale du Kasaï-Oriental, le 5 avril 1997. Lubumbashi, seconde ville du pays et capitale du Shaba (Katanga), est prise le 8 avril 1997. La conquête de ces deux villes enrichit la rébellion. Mbujimayi, siège de la société minière de Bakwanga, est célèbre pour ses diamants, comme l'est Lubumbashi pour les ressources minières du Shaba. Après avoir fait payer les hommes d'affaires locaux, Kabila signe le 16 avril 1997 un contrat avec l'America Mineral Fields (en) qui gère les mines de Lubumbashi. Les représentants de De Beers, de Goldman Sachs et de First Bank of Boston (en) visitent à leur tour le leader rebelle.
La ville de Lubumbashi devient la capitale de facto des rebelles où Kabila peut recevoir Cynthia McKinney, membre de la chambre des représentants des États-Unis. De nombreux jeunes rejoignent l'armée rebelle, diminuant la proportion de « Tutsi » dans l'Alliance et lui évitant de passer pour une armée étrangère. Certains des volontaires ne sont alors âgés que de 7 ans et cherchent à s'engager malgré leurs parents.

### Effondrement des dernières résistances pro-Mobutu

Situation fin avril: les Angolais et l'AFDL sont à Kikwit et le dernier obstacle vers Kinshasa est la ville de Kenge. Devant la résistance des pro-Mobutu à Kenge, une colonne de l'AFDL investira Mbandaka.

Fin avril 1997, un corps expéditionnaire angolais entre au Zaïre et prend Tshikapa au Kasaï-Occidental et Kikwit dans la province du Bandundu. La dernière résistance des mobutistes a lieu lors de la bataille de Kenge, sur la route de Kinshasa. L'UNITA et la DSP bloquent une semaine la progression de l'AFDL, malgré le renfort des Angolais. Les rebelles avancent vers la capitale par d'autres routes, notamment Mbandaka dans la province de l'Équateur. Mobutu rejoint Gbadolite le 16 mai 1997 et l'AFDL entre à Kinshasa le 17 mai sans combats. Mobutu part le 18 mai vers Lomé au Togo et ses anciens soldats, abandonnés, pillent Gbadolite pendant 5 jours. Kabila prend officiellement le pouvoir le 20 mai 1997, et rebaptise le Zaïre république démocratique du Congo. Mobutu, quant à lui, rejoint le Maroc le 23 mai et y meurt en exil le 7 septembre 1997.

## Massacres des réfugiés hutus

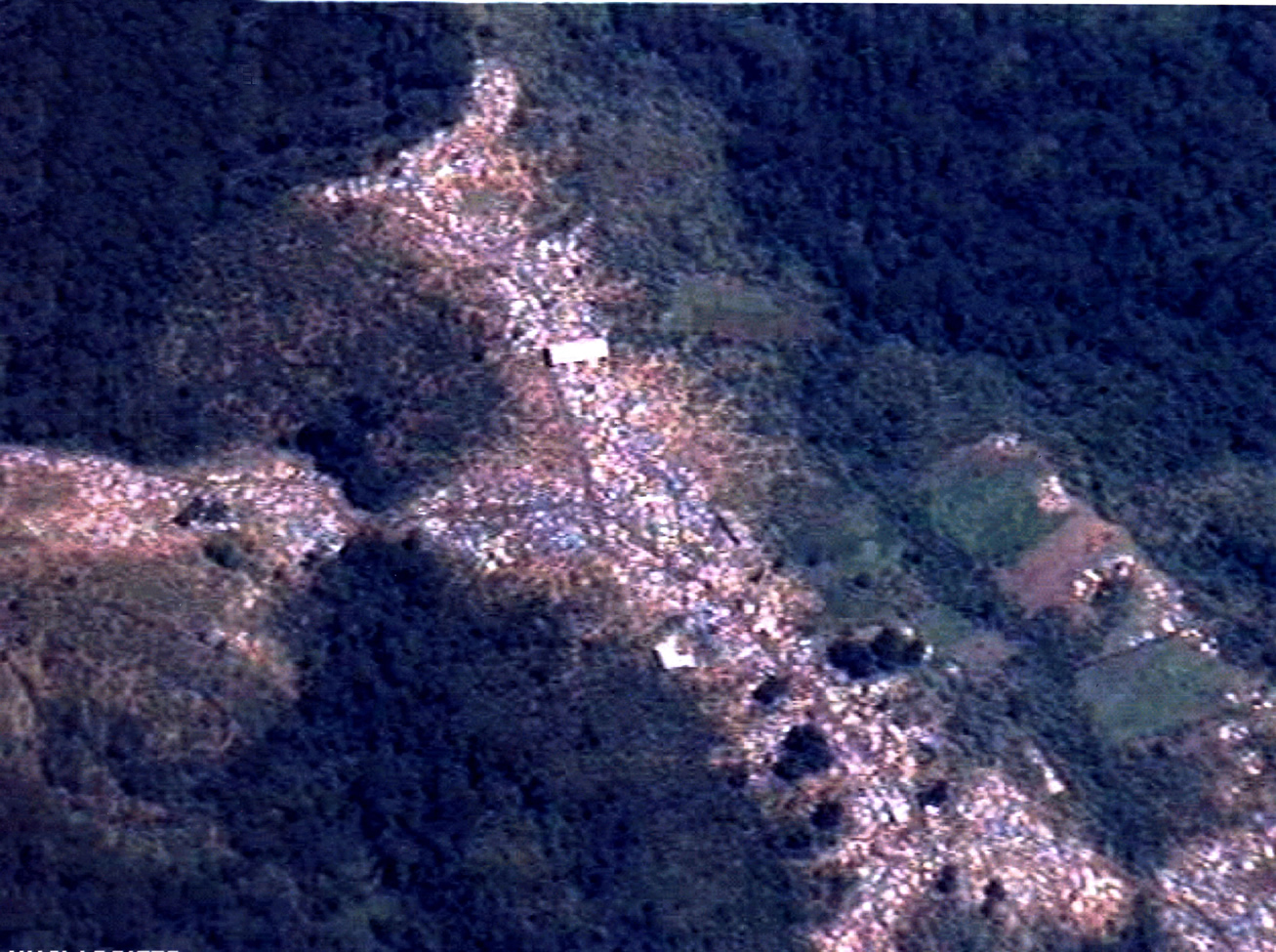
Camp de réfugiés de Mihanda au Zaïre, 1996.

La progression des forces de l'AFDL, aidées par l'Armée patriotique rwandaise, se traduisit par de nombreux massacres et exactions à l'encontre des réfugiés Hutus. En 1997, une mission de l'ONU conduite par Roberto Garretón, déclare le 11 juillet 1997 que les massacres des réfugiés semblent mériter la qualification de « crime contre l'humanité » et même peut-être de « génocide », cependant, ses conclusions sont gênées par l'obstruction de l'AFDL à l'enquête de la mission onusienne.
Le 8 octobre 1997, Human Rights Watch et la Fédération internationale des droits de l'homme affirment détenir « la preuve matérielle irréfutable » de massacres perpétrés dans l'est de l'ex-Zaïre par l'AFDL de Kabila et le FPR-APR, alliés rwandais.
Une seconde enquête de l'ONU, menée par la Commission des droits de l'homme des Nations unies, a rendu un rapport en juillet 1997, afin de se prononcer sur la qualification de génocide. La question n'est pas tranchée, mais parmi les méthodes de l'AFDL, le rapport mentionne notamment : « les massacres délibérés et prémédités, la dispersion des réfugiés dans des zones inaccessibles et inhospitalières, le blocage systématique de l'aide humanitaire, le refus obstiné opposé jusqu'ici à toute tentative de mener une enquête impartiale et objective sur les très graves allégations reçues, sont autant d'éléments particulièrement troublants. » Il est également noté que des massacres sont également imputables aux autres belligérants, mais de manière bien moindre : « ces violations du droit international humanitaire auraient été principalement commises par l'AFDL, les Banyamulenge et leurs alliés (68,02 % des allégations reçues). En outre, elles auraient également été commises par les FAZ (16,75 % des allégations reçues), par les ex FAR et les Interahamwe (9,64 % des allégations reçues), par l'APR (2,03 % des allégations reçues), par les FAB (2,03 % des allégations reçues) et par des mercenaires (1,52 % des allégations reçues) qui luttaient aux côtés de Kinshasa ».
En novembre 1998, Laurent-Désiré Kabila reconnaît l'existence de massacres, mais en attribue la paternité à son allié de l'époque, le Rwanda de Paul Kagame.
Cette accusation envers les autorités rwandaises du FPR a été reprise par Rony Brauman, Stephen Smith et Claudine Vidal (africaniste chargée de recherche au CNRS) coauteurs en 2000 d'un article selon lequel « au Congo-Kinshasa, le FPR a non seulement démantelé manu militari des camps d’exilés hutus, qui constituaient effectivement une menace existentielle, mais il a aussi persécuté, sur deux mille kilomètres à travers la forêt équatoriale, des civils dont près de 200 000 ont péri, victimes d’inanition, de maladies ou des « unités spéciales » lancées à leur poursuite depuis Kigali ».

## Épilogue
Une fois Laurent-Désiré Kabila installé au pouvoir, la situation changea dramatiquement. Laurent-Désiré Kabila devint rapidement[réf. nécessaire] aussi suspect de corruption[réf. nécessaire] et d'autoritarisme que son prédécesseur. Nombre des forces pro-démocrates[Lesquelles ?] l'abandonnèrent et il s'attela à un vigoureux effort de centralisation, ce qui alimenta le conflit avec les minorités de l'Est, qui réclamaient davantage d'autonomie[réf. souhaitée]. En août 1998, tous les membres d'origine Tutsi se retirèrent du gouvernement lorsque Laurent-Désiré Kabila demanda aux mercenaires rwandais et ougandais de rentrer chez eux. En effet, l'alliance de Laurent-Désiré Kabila avec les Rwandais pour un contrôle militaire et politique le faisait déjà appeler « marionnette de Kigali » par les forces pro-démocratiques congolaises. Ceci poussa Kabila à se retourner contre ses ex-alliés rwandais et ougandais. C'est dans ce contexte qu'éclata la deuxième guerre du Congo.